# Inga laurina
Inga laurina é uma árvore da família Fabaceae nativa do Brasil, não endêmica conhecida pelos nomes populares: ingá-mirim, ingá-feijão, ingá-lagarta, ingá-pequeno, ingá-branco, ingá-da-praia, ingá-chichi, ingá-chichica, ingá-cururu, ingaí.
A espécie foi descrita pelo botânico Carl Ludwig von Willdenow no ano de 1806.
A árvore atinge cerca de vinte metros de altura, apresenta tronco com sessenta centímetros de diâmetro médio, ramos cilíndricos, glabros, lenticelados; estípulas persistentes, lineares de formato oblongo-obovado; os pecíolos das folhas são cilíndricos, marginados; raque foliar alado, cilíndrico; a folha contém de de dois a três pares de folíolos; nectários sésseis, pateliforme; folhas compostas, com tamanho médio de quinze centímetros de comprimento, inflorescência espiciforme; flores alvas, perfumadas, com cálice, verde e campanulado, pedicelos sésseis; fruto cilíndrico, com valva papirácea, indumento glabro, com dez sementes em média, com tamanho médio de doze centímetros; semente ovoide, acinzentada.
Sua floração ocorre no intervalo de agosto a dezembro; seus frutos amadurecem entres os meses de novembro e fevereiro.
Sua distribuição é ampla pelo continente americano, desde o México até a Argentina.
No Brasil, encontra-se naturalmente nos biomas: Amazônia, Caatinga, Cerrado e Mata Atlântica; nos tipos de de vegetação: Campo Rupestre, Floresta Estacional Semidecidual, Floresta Ombrófila e Restinga.
Ela tem sido utilizada para sombreamento de cafezais e para arborização urbana.
Seus frutos são comestíveis e são consumidos pela fauna em geral.
Sua madeira é macia, pouco resistente, de baixa durabilidade natural e possui densidade moderadamente alta.